# فرودگاه تاسیکمالایا
فرودگاه تاسیکمالایا (به انگلیسی: Tasikmalaya Airport) (به زبان بومی: Lapangan Udara Cibeureum) یک فرودگاه نظامی با کد یاتا TSY است که یک باند فرود آسفالت دارد و طول باند آن ۱۰۹۴ متر است. این فرودگاه در کشور اندونزی قرار دارد و در ارتفاع ۳۵۰ متری از سطح دریا واقع شده است.